# Tatsuya Kawahara
Tatsuya Kawahara (川原 達也 Kawahara Tatsuya?, nacido el 16 de diciembre de 1985 en Ibaraki) es un exfutbolista japonés. Jugaba de defensa y su último club fue el Thespa Kusatsu de Japón.

## Trayectoria

### Clubes
| Club           | País  | Año  |
| -------------- | ----- | ---- |
| Omiya Ardija   | Japón | 2008 |
| Thespa Kusatsu | Japón | 2009 |